# (170927) Dgebessire
(170927) Dgebessire est un astéroïde de la ceinture principale.

## Description
(170927) Dgebessire est un astéroïde de la ceinture principale. Il fut découvert le 5 janvier 2005 à Vicques (Jura) par Michel Ory. Il présente une orbite caractérisée par un demi-grand axe de 2,34 UA, une excentricité de 0,08 et une inclinaison de 8,1° par rapport à l'écliptique.

## Compléments